# Star Wars: The Force Unleashed II
Star Wars: The Force Unleashed II (рус. Звёздные войны: Необузданная Сила II) — видеоигра из серии «Звёздные войны», вышедшая на PC, Xbox 360, PS3, Wii и DS в октябре 2010 года. Является продолжением видеоигры Star Wars: The Force Unleashed 2008 года. Проект был анонсирован Сэмюэлом Л. Джексоном на Spike Video Game Awards 12 декабря 2009 года. В 2010 году были изданы роман и комикс, основанные на сюжете игры.
Star Wars: The Force Unleashed II — последний проект сценариста и продюсера LucasArts Хайдена Блэкмена, проработавшего в компании 13 лет. Он работал над играми The Force Unleashed I и II, Star Wars: Galaxies, Star Wars: Force Commander и некоторыми книгами и комиксами из серии «Звёздные Войны».

## Сюжет
После смерти Галена Марека/Старкиллера прошло полгода. Восстание разгорается всё сильнее. Разрозненные силы Альянса повстанцев раскиданы по Галактике, но продолжают сопротивление.
Тёмный лорд ситхов Дарт Вейдер, желая получить достойную замену своему бывшему ученику, проводит эксперименты по клонированию на Камино. Герой (либо настоящий Старкиллер, либо его клон) просыпается в лаборатории планеты. Старкиллер закован в наручники, его разум в смятении, но Сила всё так же крепка в нём. После разговора со Старкиллером Вейдер снимает с героя наручники и предоставляет ему парные световые мечи, после чего инициирует тренировку. Старкиллер уничтожает всех дроидов, кроме того, который принял облик его возлюбленной — Джуно Эклипс. Вейдер пытается убедить Старкиллера, что он — всего лишь клон, эксперимент, раб, призванный исполнять волю императора Палпатина. Но Старкиллер не верит в услышанное и на время оглушив Вейдера Молнией Силы сбегает.
На планете неймодианцев он спасает давно знакомого магистра Коту, брошенного там на медленную и тяжёлую смерть, и борющийся с монстрами целую неделю практически без отдыха, возвращается в строй повстанцев. Между ним и Котой разгорается нешуточный спор — возможно ли клонировать джедая, повторив его уникальные возможности? Но времени на это нет — Империя, идущая по следам беглеца, атакует флагман повстанцев, и Боба Фетт, посланный Вейдером, берёт Джуно, возлюбленную Старкиллера, в плен.
Чувства к девушке терзают страдальческую душу Галена, заставляя отправиться в необдуманную погоню за «наживкой Вейдера», чтобы спасти любимую и узнать ответы на все свои вопросы: смог ли Вейдер действительно проделать уникальный эксперимент и клонировать Старкиллера или же соврал бывшему ученику?
Ответы лежат там же, где и начинается история — на Камино, где разворачивается масштабная битва и подлинная драма…

### Концовки
Как и первая часть, Star Wars: The Force Unleashed II имеет два варианта концовки. В конце игры игроку предложен выбор тёмной или светлой стороны. От его выбора зависит финальная кат-сцена.
- Старкиллер поддаётся Тёмной стороне. Он собирается прикончить Дарта Вейдера, но Старкиллера пронзает световым мечом другой ученик Вейдера. Он оказывается успешным клоном Старкиллера. Вейдер говорит, что он солгал насчёт того, что джедая нельзя клонировать. Клон убивает остальных, а Старкиллер смотрит на мёртвое тело Джуно Эклипс и умирает от непоправимых повреждений. Вейдер приказывает Тёмному Ученику взять «Хищную Тень» (звездолёт Старкиллера) и исследовать дальние уголки Галактики, чтобы найти и уничтожить оставшихся повстанцев.
- Старкиллер остаётся на Светлой стороне. Он, хоть и не без труда, справляется со своим гневом и оставляет Вейдера в живых, владыку обезвреживают. Гален бежит к Джуно. Он поднимает её и оказывается, что она не погибла, так как Старкиллер неосознанно применил утраченную исцеляющую практику ситхов, которой когда-то пытался обучиться сам Вейдер — манипуляцию мидихлорианами. Лея Органа, через ПРОКСИ, благодарит Коту и Джуно за то, что они сделали. Тем временем, Гален доказывает Вейдеру, что тот не клон, а Вейдер отвечает, что пока Джуно жива, он всегда может манипулировать им. Гален уходит. Он садится на корабль и они с Джуно улетают с Камино. После того, как они улетают, виден корабль Боба Фетта. Вероятно, Боба Фетт намеревается освободить Дарта Вейдера из плена.

## Персонажи
- Старкиллер (настоящее имя — Гален Марек) — ученик Дарта Вейдера и главный герой игры. «Погибнув» от рук Дарта Сидиуса, он лишил Дарта Вейдера возможности убить Императора и дал начало Восстанию. Всё время, что он провёл в неволе на Камино, ему внушали, что он всего лишь инструмент для захвата Империи. Старкиллер хочет восстановить свою память, потерянную при «смерти». Единственное, что он помнит — Джуно Эклипс, которую он и собирается найти[4].
- Дарт Вейдер — финальный босс игры. Тёмный властелин Ситхов и лучший силовик Империи. Его план по убийству своего учителя, Дарта Сидиуса, провалился, началось восстание против Империи, а его ученик — Старкиллер, который оставался его последней надеждой на захват Империи, сбежал. Теперь его цель — найти беглеца[4].
- Джуно Эклипс — объект любви главного героя, ставшая одним из первых командиров Альянса и капитаном фрегата «Спасение» («Salvation»). Была похищена Бобой Феттом по приказу Дарта Вейдера, который надеялся использовать её как наживку[4].
- Генерал Рам Кота — мастер-джедай, переживший Приказ 66 благодаря тому, что не использовал отряды солдат-клонов, а полагался на собственное ополчение. В первой части был ослеплён Старкиллером, но впоследствии стал его наставником. После поражения своего ученика в битве с Императором, продолжил повстанческую деятельность. Пропал во время миссии на Кейто-Неймодии, откуда и был вытащен ищущим Джуно Старкиллером[4].
- Барон Мериллион Тарко — командир имперского гарнизона и губернатор планеты Кейто-Неймодия. Работорговец и владелец казино. Построил огромную арену для проведения гладиаторских боёв. Был съеден Горогом (монстром с арены и первым боссом игры)[4].
- Боба Фетт — клон и сын Джанго Фетта, один из лучших охотников за головами в Галактике. Был нанят Дартом Вейдером, чтобы похитить Джуно и заманить Старкиллера в ловушку на Камино.
- ПРОКСИ — ситхский тренировочный дроид Старкиллера. В предыдущей игре был повержен в схватке с Дартом Вейдером, но к счастью, был обнаружен и восстановлен Джуно и сенатором Органой. Служил с Джуно на борту «Спасения», был повреждён во время нападения Бобы Фетта, но благополучно пережил его и впоследствии участвовал в битве за Камино.
- Йода — бывший великий магистр ныне уничтоженного Ордена Джедаев. Встречается со Старкиллером на Дагобе.
- Тёмный Ученик — совершенный клон Старкиллера, выбравший путь Тёмной стороны Силы. Не появляется в светлой концовке, однако внутриигровой видео-комикс «Отголоски бури» (фрагменты которого открываются при прохождении испытаний) намекает, что он существует в любом случае. Дальнейшая судьба неизвестна.

## Оружие и Сила
Старкиллер теперь использует два световых меча. Цвет мечей можно менять, находя специальные кристаллы. К сожалению, в отличие от первой части, свойство каждого меча отныне зависит непосредственно от цветового кристалла, а не от специального.
К тому же, у игрока есть возможность использовать Силу. К способностям из первой части игры разработчики добавили новые. Способности открываются по мере прохождения игры и улучшаются за очки, получаемые при убийстве врагов. За очки можно повысить и боевой навык. Новые способности Силы:
- Обман разума (В русской версии игры — Умопомрачение) (Mind Trick) — враги временно начинают помогать игроку или же совершают самоубийство. При максимальном развитии можно манипулировать 3 противниками.
- Ярость (В русской версии игры — Буйство Силы) (Fury) — на некоторое время увеличивает всю силу и урон, наносимый Старкиллером, и позволяет использовать многократно усиленные способности Силы без ограничений[6].

## DLC
В декабре 2010 года на Playstation 3 и Xbox 360 вышел первый DLC, получивший название The Battle of Endor. Действие дополнения, состоящего из одной бонусной миссии, разворачиваются на планете Эндор. Игроку предстоит пережить события конца шестого эпизода звёздных войн, играя за тёмного ученика, убившего Старкиллера. Игроку в лице тёмного ученика предстоит сразиться с Чубаккой и Ханом Соло, а также Джедаем принцессой Леей. Стоимость DLC составила 1$, или 80 Microsoft Points.
Столько стоит Character Pack DLC. Это пакет бонусных костюмов для этой игры.

## Озвучивание игры
Актёры, озвучившие персонажей в оригинальной (английской) версии игры.
| Актёр            | Персонаж               |
| ---------------- | ---------------------- |
| Сэм Уитвер       | Гален Марек            |
| Натали Кокс      | Джуно Эклипс           |
| Мэтт Слоан       | Дарт Вейдер            |
| Калли Фредриксен | Генерал Кота           |
| Ди Бредли Бэйкер | Боба Фетт, Барон Тарко |
| Том Кейн         | Йода                   |
| Дэвид В. Коллинс | Прокси                 |

## Отзывы
| Сводный рейтинг | Сводный рейтинг | Сводный рейтинг | Сводный рейтинг |
| Издание         | Оценка          | Оценка          | Оценка          |
| Издание         | PC              | PS3             | Xbox 360        |
| --------------- | --------------- | --------------- | --------------- |
| GameRankings    | 56,60 %         | 64,50 %         | 62,92 %         |

## Роман и комиксы
5 октября 2010 года вышел роман Star Wars: The Force Unleashed II, основанный на сюжете игры. Автором является Шон Уильямс, уже имеющий опыт в написании романов из серии «Звёздные войны» (в том числе и роман The Force Unleashed). В тот же день в продаже появилась и аудиоверсия.
Комикс был издан компанией Dark Horse Comics. Он написан Хайденом Блэкменом и иллюстрирован Омаром Франсиа.